# Decreto do Incêndio do Reichstag

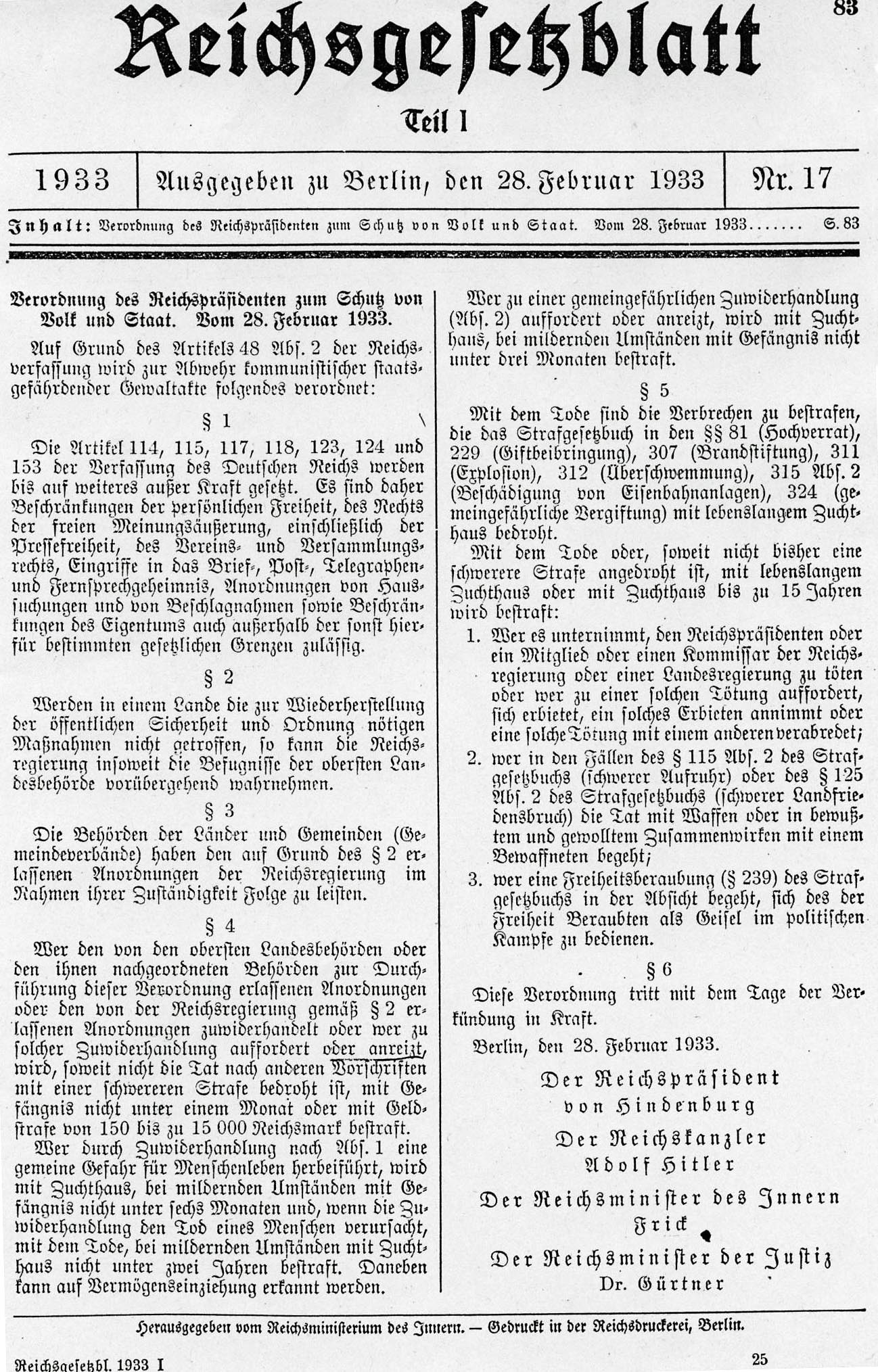

O Decreto do Incêndio do Reichstag (em alemão: Reichstagsbrandverordnung), cujo nome oficial era Decreto do Presidente do Reich para a Proteção do povo e do Estado (em alemão: Verordnung des Reichspräsidenten zum Schutz von Volk und Staat) foi uma norma legal emitida no dia 28 de fevereiro de 1933 pelo presidente da Alemanha, Paul von Hindenburg, em resposta ao incêndio do prédio do Reichstag ocorrido um dia antes. Foi aprovado por pressão do chanceler alemão, Adolf Hitler, já que os nazistas ocupavam desde o início de 1933 a maioria no Parlamento. Ele cancelou a maior parte das liberdades civis e políticas estabelecidas pela Constituição e foi a primeira legislação que abriu o caminho para o estabelecimento da política totalitária dos nazistas, nomeadamente através da eliminação de seus adversários reais ou potenciais.

## Conteúdo
O decreto possuía uma base jurídica, que era o artigo 48 da Constituição de Weimar. Esse artigo permitia a liberdade para o presidente tomar as medidas adequadas a fim de salvaguardar a segurança pública. Ele inclui 6 itens:
- O artigo 1 estava suspendendo a maioria das liberdades civis garantidas pela República de Weimar — liberdade pessoal, liberdade de expressão, liberdade de imprensa, direito de associação e de reuniões públicas, privacidade nos correios e telefones, proteção da casa e propriedades;
- Os artigos 2 e 3 passam ao Governo central do Reich poderes normalmente delegados aos estados;
- Os artigos 4 e 5 estabelecem pesadas penas por delitos específicos, incluindo a pena de morte para a queima de edifícios públicos;
- O artigo 6 afirma que o decreto entrou em vigor no dia da sua publicação, mas com efeito retroativo (o que possibilitou decretar a pena de morte para Marinus van der Lubbe, causador do incêndio do Reichstag) e construir os primeiros campos de concentração.